# 대구 (수사법)
대구(對句)는 비슷한 어조나 어세(語勢)를 가진 것으로 짝을 맞춘 글귀 혹은 그러한 기법을 말한다. 대구법(對句法)은 그러한 기법만을 말한다. 산문에서도 쓰이나 운문에서 더 많이 쓰인다. 주로 표현을 장중하게 하거나.
중국에서는 고대부터 시문(詩文)에 사용되어, 육조 시대에 사륙변려문(四六騈儷文)이 성행하면서 발전하였다.
성경과 같은 경전이나 한시(漢詩)에서 특히 많이 사용된다.
뜻과는 상관없이 비슷한 어조나 어세로 짝을 맞춘다는 점에서, 뜻을 맞세우는 대조법이나, 짝을 맞추지 않고 나열만 하는 열거법과 차이를 보인다.

## 대구의 예시
- 굳고 강한 것은 아래에 있고, 부드럽고 약한 것은 위에 있다. (强大處下, 柔弱處上) - 《노자》 하편 제76장
- 성인이 죽지 않으면, 큰 도적이 없어지지 않는다. (聖人不死, 大盜不止) - 《장자》 외편 제10편 거협(胠篋)
- 하나님이 저주치 않으신 자를 내 어찌 저주하며, 여호와께서 꾸짖지 않으신 자를 내 어찌 꾸짖을꼬 - 《성서》 민수기 23:8
- 콩 심은 데 콩 나고 팥 심은 데 팥 난다 - 한국어 속담
- 어떤 이에게 물고기를 주면 그는 하루를 먹을 수 있을 것이고, 물고기 잡는 법을 가르쳐 주면 그는 평생을 먹을 수 있을 것이다. (Give a man a fish and you feed him for a day; teach a man to fish and you feed him for a lifetime) - 영어 속담